# نخست‌وزیر

نَخُست‌وزیر، سَروزیر یا صَدر اَعظَم (به انگلیسی: Prime minister)، رئیس هیئت وزیران است. در کشورهای مشروطه پادشاهی و بیشتر کشورهای دارای حکومت جمهوری (جمهوری‌های پارلمانی و نیمه‌ریاستی) این مقام وجود دارد. اما در برخی از انواع حکومت جمهوری (جمهوری ریاستی) این مقام وجود ندارد و رئیس‌جمهور رئیس هیئت وزیران است.

## در ایران

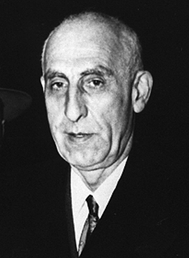
محمد مصدق مشهورترین نخست وزیر تاریخ ایران

این مقام را در گذشته در ایران وزیر، صدر اعظم و رئیس‌الوزرا می‌گفتند. در دورهٔ قاجار تا پیش از انقلاب مشروطه (۱۲۱۰–۱۳۱۳ ه‍. ق) در هیئت دولت، «صدراعظم» به جای عنوان اعتمادالدوله به کار گرفته می‌شد. عزل و نصب صدراعظم منحصراً به تصمیم شاه و عزل و نصب سایر وزرا به حکم شاه و تعیین صدراعظم بود. اجرای اوامر شاه و اداره کل امور دولت برعهده نه وزارتخانه قرار داشت که وزرا زیرنظر شخص صدراعظم انجام وظیفه می‌کردند. بعد از انقلاب مشروطه و تصویب قانون اساسی و متمم آن (۱۳۱۳–۱۳۴۴ ه‍. ق)، رئیس‌الوزرا یا همان نخست‌وزیر جای صدراعظم را گرفت.
در نظام جمهوری اسلامی ایران پنج نفر به نخست‌وزیری رسیدند؛ مهدی بازرگان، محمدعلی رجایی، محمدجواد باهنر، محمدرضا مهدوی کنی و نهایتاً میرحسین موسوی، ولی با بازنگری قانون اساسی در سال ۱۳۶۸ خورشیدی این مقام حذف شد و پس از آن رئیس‌جمهوری بالاترین مقام اجرائی و رئیس هیئت وزیران شد. واپسین نخست‌وزیر تاریخ ایران میرحسین موسوی بود.
اولین نخست‌وزیر پس از مشروطیت ایران نصرالله مشیرالدوله بود که در ۱۴ مرداد ۱۲۸۵ هم‌زمان با فرمان مشروطیت به مقام نخست‌وزیری رسید و در ۲۶ اسفند ۱۲۸۵ پس از ۷ ماه و دوازده روز استعفا کرد.
بلندترین زمان نخست‌وزیری در ایران با نزدیک به ۱۳ سال نخست‌وزیری در اختیار امیرعباس هویدا بوده‌است. وی در بهمن ۱۳۴۳ به عنوان نخست‌وزیر انتخاب و جانشین حسنعلی منصور شد و در نیمه مرداد سال ۱۳۵۶ پس از ۴۶۰۳ روز برکنار شد.